# Day Old Belgian Blues
Day Old Belgian Blues – limitowany minialbum grupy Kings of Leon wydany w czerwcu 2006. Piosenki znajdujące się na nim zostały nagrane 4 listopada 2004 roku w Brukseli.

## Lista utworów
1. "Taper Jean Girl" – 3:15
2. "The Bucket" – 3:07
3. "Soft" – 3:01
4. "Molly’s Chambers" – 2:45
5. "Four Kicks" – 2:41
6. "Trani" – 5:42